# Loonse Oorlog
De Loonse Oorlog (1203–1206) was de strijd die ontstond om de opvolging van graaf Dirk VII van Holland.

## Verloop

### Successiecrisis

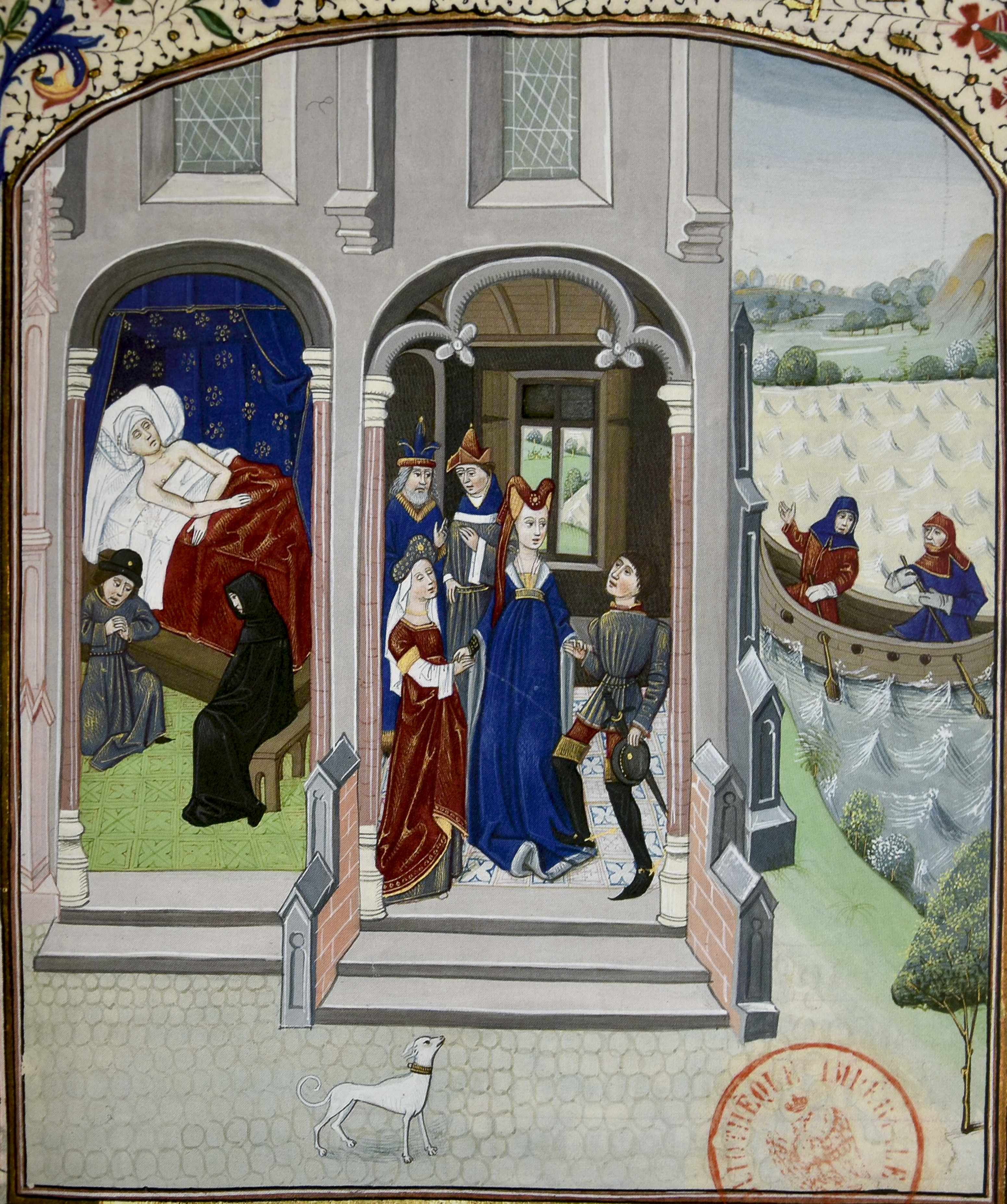
Huwelijk van Ada en Lodewijk in 1203 met links de stervende graaf Dirk VII

Graaf Dirk VII van Holland stierf op 4 november 1203 en had alleen dochters voortgebracht, waarvan bij zijn overlijden alleen zijn dochter Ada nog in leven was. Op zijn sterfbed liet hij weten met zijn broer Willem van Friesland te willen praten over zijn opvolging. Zijn vrouw, gravin Aleid van Kleef die in 1195 bij Alkmaar al eens een veldslag had gevoerd tegen Willem, wilde echter dat Ada de erfenis zou krijgen. Omdat het Graafschap Holland een zwaardleen was en geen spilleleen, had Ada als vrouw geen recht om het graafschap te erven, maar Aleid probeerde dit toch voor elkaar te krijgen door haar snel met een man te laten trouwen. Nog voor haar vaders begrafenis trad Ada, 15 jaar oud, met graaf Lodewijk II van Loon in het huwelijk, dat door haar moeder was gearrangeerd. Op weg naar haar vaders begrafenis werd zij opgewacht door getrouwen van haar oom Willem, waarna zij zich in de burcht van Leiden verschanste.

### Oorlog
De successieoorlog kreeg een internationaal karakter: Ada en Lodewijk verbonden zich met Frankrijk en het Duitse geslacht Hohenstaufen, Willem schaarde zich bij Engeland en het Duitse geslacht Welfen. Op de achtergrond vond er een troonstrijd plaats om het Heilige Roomse Rijk tussen de Welf Otto IV en de Stauf Filips van Zwaben. Hierdoor kon de keizer/leenheer niet over de strijd in zijn Nederlandse gewesten beslissen. Bekende Hollandse edelen die zich aan Loonse zijde schaarden waren Gijsbrecht II van Amstel, Floris Herbaren van der Lede, Folpert II van der Lede, Hugo van Voorne, Rogier van der Meere en Otto van Voorn; Willem zag zich gesteund door Wouter van Egmont, Albrecht II Banjaert, Filips van Wassenaar, Jacobus van Leiden, Simon van Haarlem, Willem van Teylingen, Jan van Rijswijk en Otto I van Bentheim.
Al vroeg in het conflict belegerden Willems troepen de burcht van Leiden, veroverden deze, namen Ada gevangen en zonden haar via Texel naar Engeland. Diplomatiek stond Lodewijk er sterker voor, met veel buitenlandse bondgenoten, maar in Holland gold hij als een vreemdeling en was de inheemse Willem populairder onder de adel en burgerij. Lodewijk vond aanvankelijk ook steun van de graaf van Vlaanderen, de prins-bisschoppen van Luik en Utrecht, de hertogen van Limburg en later ook van Brabant. In 1204 viel hij met een enorm leger Holland binnen en wist Willem naar Zeeland te verdrijven.
In de winter van 1203–1204 staken de Kennemers als oorlogstactiek de dijken van Amstel en IJ door tussen Muiden en Breukelen.
Vanaf 1205 keerde het tij ten voordele van Willem. Hij werd gesteund in Zeeland, Kennemerland en Rijnland en zijn leger was sterker. Lodewijk trok zich begin 1206 terug uit Holland, maar werd achtervolgd door Willem en in een gevecht aan de Zijl verslagen.

## Einde
Lodewijk koos voor onderhandelingen en vroeg de hertog van Brabant te bemiddelen. Op 14 oktober 1206 werd er vrede gesloten met het Verdrag van Brugge. Formeel werd Holland tussen Lodewijk en Willem verdeeld: Willem kreeg Zeeland en de streek rond Geertruidenberg, Lodewijk de rest van Holland. Uit diverse bronnen blijkt echter dat Willem de de facto heerser van Holland was; zo noemde Willem zichzelf in 1210 in een oorkonde gewoon comes Hollandiae ("Graaf van Holland"). Medio 1207 wist Lodewijk zijn vrouw Ada vrij te krijgen na een briefwisseling met de Engelse koning, maar hij moest wel zijn broer Arnold als vervangende gijzelaar naar Engeland sturen en ook zijn aanspraken op Holland opgeven.